# Осуске
Осуске (словац. Osuské) — село и одноимённая община в районе Сеница Трнавского края Словакии. В письменных источниках упоминается с 1262 года.

## География
Село расположено в западной части края на реке Миява, при автодороге 1151. Абсолютная высота — 218 метров над уровнем моря. Площадь муниципалитета составляет 11,61 км². В селе есть римско-католический костёл Всех Святых в стиле барокко.

## Население
По данным последней официальной переписи 2021 года, численность населения села составляла 622 человек.
Динамика численности населения общины по годам:
| Год:                | 1994 | 2004    | 2014    | 2024    |
| ------------------- | ---- | ------- | ------- | ------- |
| Количество человек: | 629  | 614     | 606     | 587     |
| Разница:            |      | −2,38 % | −1,30 % | −3,13 % |

Национальный состав населения (по данным переписи населения 2011 года):
| Национальность | Численность, человек |
| -------------- | -------------------- |
| словаки        | 508                  |
| венгры         | 1                    |
| украинцы       | 1                    |
| чехи           | 2                    |
| не указана     | 35                   |